# لقاح جدري الماء
لقاح الحماق، يعرف أيضًا بلقاح جدري الماء، هو لقاح يقي من الإصابة بجدري الماء. تقي جرعة واحدة من اللقاح من المرض الخفيف بنسبة 95%، ومن المرض الشديد بنسبة 100%. لجرعتين من اللقاح فعالية أكبر من جرعة واحدة. إن أُعطِي لغير المُمنَّعين خلال 5 أيام من التعرض لجدري الماء سيقيهم من الإصابة بالمرض في معظم الحالات. يقي تلقيح نسبة كبيرة من الناس أيضًا أولئك غير الملقحين. يُعطَى حقنًا تحت الجلد.
تنصح منظمة الصحة العالمية بالتلقيح الروتيني فقط إن كانت الدولة قادرة على تلقيح أكثر من 80% من الشعب. إن جرى تلقيح فقط 20 – 80% من الشعب فمن الممكن أن يصاب عدد أكبر من الناس بالمرض في عمر متقدم، وقد تكون النتائج الكلية عندها أسوأ.يُنصَح إما بإعطاء جرعة واحد أو جرعتين من اللقاح. في الولايات المتحدة، يُنصَح بإعطاء جرعتين بدءًا من عمر 12 – 15 شهر. اعتبارًا من 2017، توصي 23 دولة كل الأطفال غير المعفيين طبياً بأخذ اللقاح، فيما توصي 9 دول أن تأخذه فقط المجموعات ذات الخطر العالٍ للإصابة، وتوصي ثلاث دول أخرى باستخدامه فقط في أجزاء معينة من البلاد، أما باقي الدول فليس لديها أي توصيات. لا توفر كل الدول اللقاح بسبب ارتفاع سعره أو مخاوفها من زيادة معدل إصابة الكبار بجدري الماء أو الهربس النطاقي.
قد تشمل الأعراض الجانبية الثانوية الألم في منطقة الحقن، والحمى، والطفح الجلدي. تكون الأعراض الجانبية الشديدة نادرة الحدوث، وغالبًا ما تحدث لدى مضعفي الوظيفة المناعية. يجب أن يعُطَى اللقاح للمصابين بالإيدز/ متلازمة نقص المناعة المكتسبة البشرية بحذر. لا يُنصَح بإعطائه خلال فترة الحمل، على أي حال، لم تحدث أي مشاكل في المرات القليلة التي أُعطِي فيها خلال فترة الحمل. يكون اللقاح متوفرًا إما بمفرده أو مع لقاح إم إم آر بالإنجليزية  MMR(الحصبة والنكاف والحصبة الألمانية) في إصدار يدعى لقاح إم إم في آر (بالإنجليزية MMRV). اللقاح مؤلف من فيروس موهن.
أصبح لقاح جدري الماء متاحًا بصورة تجارية لأول مرة عام 1984. إن اللقاح موجود على قائمة منظمة الصحة العالمية للأدوية الأساسية، وهي قائمة أكثر الأدوية أمانًا وفعالية التي يحتاجها أي نظام صحي. يكلف اللقاح في الولايات المتحدة بين 100 و200 دولار أمريكي. 

## الاستخدامات الطبية

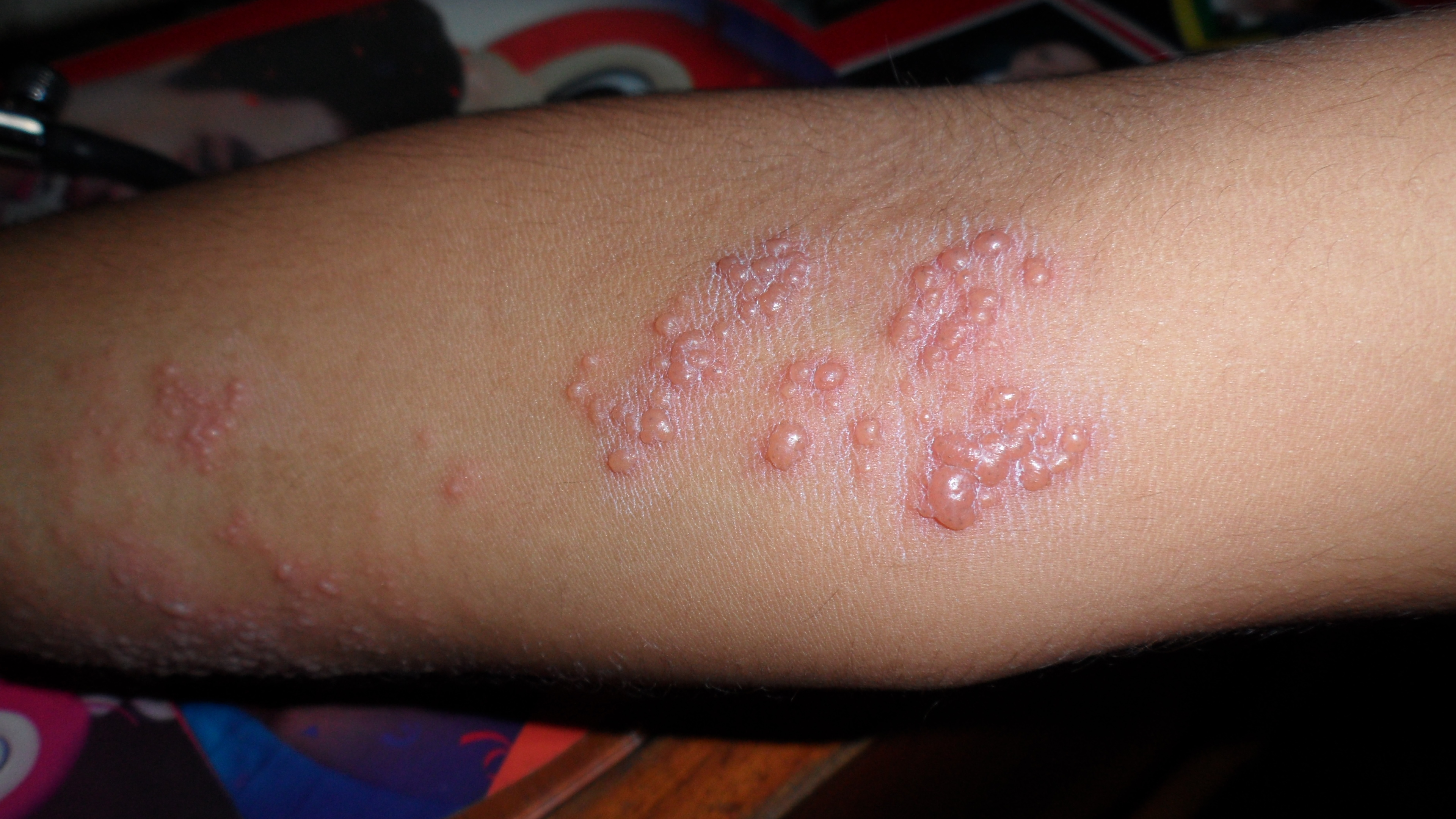
الهربس النطاقي، في منطقة الكوع

يكون لقاح جدري الماء فعالًا بنسبة 70 – 90% في الوقاية من جدري الماء وفعالًا بنسبة 95% للوقاية من جدري الماء الشديد. أظهرت التقييمات اللاحقة التي حدثت على أطفال مُمنَعين في الولايات المتحدة حدوث وقاية مدة 11 عام. أشارت دراسات جرت في اليابان أيضًا إلى حدوث وقاية مدة 20 عام على الأقل.
قد يصاب الأشخاص الذين لم يحصلوا على وقاية كافية عندما أخذوا اللقاح بحالة خفيفة من المرض عندما يكونون على تماس قريب مع شخص مصاب بجدري الماء. في هذه الحالات، يظهر على المصابون أعراضًا قليلة للمرض. هذا ما حدث لدى الأطفال الذين أخذوا اللقاح في طفولتهم الباكرة ثم تعرضوا لتماس مع أطفال مصابين بجدري الماء. قد يصاب بعض هؤلاء الأطفال بدرجة خفيفة من جدري الماء والذي يعرف أيضًا بمرض اللقاح (بالإنجليزية breakthrough disease). 
هناك لقاح آخر يُدعى لقاح الهربس النطاقي هو ببساطة جرعة أكبر من الطبيعي من نفس اللقاح المُستخدَم ضد جدري الماء، ويُستخدَم لدى المتقدمين في السن لتقليل خطر الإصابة بالهربس النطاقي (تُدعَى أيضًا بداء المنطقة) والألم العصبي التالي للهربس والذي يسببه نفس الفيروس. يُوصَى بإعطاء لقاح الهربس الحي للكبار بعمر 60 عام فما فوق. يُنصَح بإعطاء لقاح الهربس المأشوب للكبار بعمر 50 عام فما فوق. 

### مدة التمنيع
إن مدة الوقاية من جدري الماء على المدى الطويل غير معروفة، لكن هناك أشخاص قد أخذوا اللقاح قبل عشرين عام وليس لديهم الآن أي دليل على تضاءل التمنيع، بينما أصبح آخرون معرضين ثانية للإصابة خلال مدة 6 أعوام فقط. إن تقييم مدة التمنيع أمر معقد في بيئة لا يزال فيها المرض الطبيعي شائعًا ما يؤدي إلى مبالغة في تقدير فعالية اللقاح.
وُجِد أن بعض الأطفال الملقحين يخسرون أضدادهم الواقية خلال مدة 5 - 8 أعوام فقط. على أي حال، وفقًا لمنظمة الصحة العالمية: «بعد مراقبة جمهور الدراسة مدة تصل إلى 20 عامًا في اليابان و10 أعوام في الولايات المتحدة، تبيّن أن أكثر من 90% من الأشخاص القادرين مناعيًا ممن أخذوا اللقاح في سن الطفولة لا يزالوا مُمنَّعين ضد جدري الماء.» على أي حال، بما أن واحد فقط من كل خمسة أطفال يابانيين أخذوا اللقاح، فإن تعرض هؤلاء الملقحين سنويًا لأطفال مصابين بجدري الماء الطبيعي يعزز الجهاز المناعي للمُلقَحين. في الولايات المتحدة، حيث يُعطَى لقاح جدري الماء العالمي، لم يعد معظم الأطفال يتلقون تعزيزًا خارجيًا، وبالتالي فإن مناعتهم المتواسطة بالخلايا الموجهة نحو فيروس الحماق-الهربس النطاقي تتناقص –ما يوجب إعطاء لقاحات جدري ماء مُعزِّزة. مع مرور الوقت، قد تكون المُعززات هامة. يميل الأشخاص الذين تعرضوا للفيروس بعد أخذ اللقاح إلى اختبار حالات خفيفة من جدري الماء.
يُعتقّد أن التقاط جدري ماء «خفيف» في سن الطفولة يؤدي إلى مناعة تستمر مدى الحياة. بالطبع، قد تأكد الأهل من حدوث ذلك عمدًا في الماضي من خلال «حفلات الجدري». تاريخيًا، عزز تعرض الكبار للأطفال المعديين مناعتهم ما قلل خطر الإصابة بالهربس النطاقي.تراقب مراكز مكافحة الأمراض واتقائها والمنظمات الوطنية المعنية بحذر معدل الفشل الذي قد يكون مرتفعًا بالمقارنة مع اللقاحات الأخرى الحديثة –حدثت جائحات جدري ماء كبيرة في المدارس ما تطلب تلقيح الأطفال فيها. 

### جدري الماء
قبل تقديم اللقاح عام 1995 في الولايات المتحدة (وصل عام 1988 إلى اليابان وكوريا)، كان هناك 4,000,000 حالة كل عام في الولايات المتحدة معظمهم من الأطفال، و13,000 قبول في المشفى عادة (المجال 8,000 – 18,000)، و100 – 150 وفاة كل عام. رغم أن معظم المصابين كانوا من الأطفال، إلا أن أغلبية الوفيات (بنسبة 80%) كانت من الكبار.
خلال 2003 والنصف الأول من 2004، أبلغت مراكز مكافحة الأمراض واتقائها في الولايات لمتحدة عن 8 حالات وفاة بجدري الماء، 6 منهم أطفال أو يافعين. انخفضت أعداد الوفيات وقبولات المشافي بشكل كبير في الولايات المتحدة بسبب اللقاح، رغم أن معدل الإصابة بخمج الهربس النطافي قد ارتفع مع نقص تعرض الكبار للأطفال المصابين (الأمر الذي يساعد في الوقاية من الهربس النطاقي). بعد 10 سنوات من التوصية باللقاح في الولايات المتحدة، أبلغت مراكز مكافحة الأمراض واتقائها بحدوث انخفاض يصل إلى 90% في عدد حالات جدري الماء، وانخفاض يصل إلى 71% في عدد قبولات المشافي المرتبطة بجدري الماء، وانخفاض بنسبة 97% في عدد حالات الوفاة لدى الأشخاص بعمر أقل من 20 عام.
يكون اللقاح أقل فاعلية لدى المرضى ذوي الخطر المرتفع، بالإضافة إلى كونه أخطر لديهم لأنهم يملكون فيروس حي موهن. في دراسة أجريت على الأطفال المصابين بقصور الجهاز المناعي، خسر 30% منهم الأضداد بعد خمسة أعوام، والتقط 8% منهم جدري الماء خلال هذه الأعوام الخمسة.

### الهربس النطاقي
غالبًا ما تحدث الإصابة بالهربس النطاقي لدى متقدمي السن، ونادراً ما تحدث لدى الأطفال. يبلغ معدل حدوث الهربس النطاقي لدى الكبار الملقحين 0.9/1000 شخص في السنة، بينما يبلغ 0.33/1000 شخص في السنة لدى الأطفال الملقحين، هذا أقل من معدل الحدوث الملي الذي يبلغ 3.2 – 4/1000 شخص في السنة.
قد تزداد حالات الهربس النطاقي بعد تقديم لقاح الحماق، لكن الدليل على ذلك غير واضح. رغم أن الأبحاث باستخدام النماذج الحاسوبية تميل لدعم النظرية القائلة إن برامج التلقيح ستزيد معدل حدوث الهربس النطاقي على المدى القصير، إلا أن الدلائل من الدراسات الوبائية مختلطة، وإن زيادة مشاهدة حدوث الهربس النطاقي في بعض الدراسات قد لا يكون متعلقًا ببرامج التلقيح، إذ أن معدل الحدوث يزداد قبل بدأ برامج لقاح الحماق.
فيما يتعلق بالهربس النطاقي، صرحت مراكز مكافحة الأمراض واتقائها عام 2014: «تحوي لقاحات جدري الماء فيروسات حماق-هربس نطاقي موهنة ما قد يسبب خمجاً كامناً. قد يعاد تفعيل سلاسة فيروس الحماق-الهربس النطاقي في فترات لاحقة من الحياة فتسبب الهربس النطاقي. على أي حال، إن خطر الإصابة بالهربس النطاقي من سلالة فيروس الحماق-الهربس النطاقي بعد أخذ لقاح جدري الماء أقل بكثير من خطر الإصابة بالهربس النطاقي بعد الخمج الطبيعي بفيروس حماق وحلأ نطاقي خفيف».